# ARA Patria
«Патріа» (ісп. ARA Patria) — торпедний крейсер військово-морських сил Аргентини кінця XIX століття.

## Історія створення
Торпедний крейсер «Патріа» був збудований британською фірмою «Laird Brothers» на верфі «Cammel» за 87 000 ф.с.. Будівництво корабля розпочалось у 1893 році і завершене наступного року. Того ж 1894 року корабель прибув до Аргентини.

## Конструкція
Силова установка складалась з 4 локомотивних котлів ,які виробляли пару для двох вертикальних парових машин потрійного розширення потужністю 3 300 к.с. Швидкість становила 20 вузлів. Як паливо використовувалось вугілля.
Озброєння складалось з двох скорострільних 120-мм гармат Армстронга, розміщених у носовій та кормовій частинах відповідно; чотирьох скорострільних 65-мм гармат Армстронга, двох 47-мм кулеметів Норденфельта та п'яти 457-мм торпедних апаратів (один в носовій частині та по два уздовж бортів).
Сталева броня захищала корпус, палубу, два димоходи та 15 водонепроникних відсіків.

## Історія служби
У січні та лютому 1902 року корабель брав участь у військово-морських навчаннях у складі 2-ї морської дивізії, яку очолював контр-адмірал Мануель Хосе Гарсія-Мансілья.
До кінця своєї кар'єри він використовувався як гідрографічне судно, допоки остаточно не був виведений з експлуатації у 1927 році Генеральним наказом № 207 Міністерства ВМС.